# HD107131
HD107131 — хімічно пекулярна зоря спектрального класу A3, що має видиму зоряну величину в смузі V приблизно  6,5.
Вона  розташована на відстані близько 248,2 світлових років від Сонця.

## Фізичні характеристики
Зоря HD107131 обертається 
дуже швидко 
навколо своєї осі. Проєкція її екваторіальної швидкості на промінь зору становить  Vsin(i)=196км/сек.